# 星椎水精
星椎 水精（ほしい すいせい）は、日本の写真家、宗教家、UFO研究家。福岡県北九州市在住。宗教団体アトランティス協会代表。

## 受賞歴

### フォトコンテスト
- 2013年、世界2大自然フォトコンテストのNature’s Best Photographyが監修する日本初となるフォトコンテスト「Nature’s Best Photography Japan 2012」において、星椎水精の花の写真「ハナキリン」が植物部門で入賞。同年6月、東京・原宿で表彰される。[1]「Nature's Best」[2]というios対応アプリにも花の写真が多数紹介されている。

### 映画祭
「しろくま物語（The Polar Bear Story）」原作：星椎水精、制作：星椎プロダクションの短編アニメーション（2013年）
- 2014年9月、アメリカ・ペンシルバニア州で行われた「五大湖国際映画祭2014」（2014 Great Lakes International Film Festival）のアニメーション部門において、最優秀賞に選ばれる。[3]
- 2015年12月、アメリカ・ペンシルバニア州で行われた「エリー国際映画祭2015」（2015 Erie International Film Festival）のアニメーション部門において、最優秀賞に選ばれる。[4]
- 2016年6月、アメリカ・カリフォルニア州で行われた「国際インディペンデント映画賞 Spring 2016」（Spring 2016 International Independent Film Awards）のアニメーション部門において、銅賞に選ばれる。[5]
- 2016年9月、アメリカ・カリフォルニア州で行われた「ハリウッド国際映画祭 2016」（2016 Hollywood International Moving Pictures Film Festival）のアニメーション部門において、８月度最優秀賞に選ばれる。[6]
- 2016年10月、インドで行われた「トップインディー映画賞」（TOP INDIE FILM AWAD）で10月度最優秀アニメーション賞に選ばれる。[7]
- 2016年12月、カナダで行われた「2016 カナダショート - カナダ＆国際短編映画祭」（2016 Canada Shorts - Canadian & International Short Film Festival）でエクセレンス賞に選ばれる。[8]
- 2016年12月、アメリカで行われた「ベストショートコンテスト」（BEST SHORTS COMPETITION）で11月度最優秀アニメーション賞に選ばれる。[9]

「ゾウくんとコオロギくん（EDDY THE CIRCUS ELEPHANT - A Fairy Tale）」原作：星椎水精、制作：星椎プロダクションの2作目の短編アニメーション（2016年）
- 2016年10月、アメリカ・ペンシルバニア州で行われた「五大湖国際映画祭2016」（2016 Great Lakes International Film Festival）のアニメーション部門において、最優秀賞に選ばれる。[10]
- 2016年10月、アメリカで行われた「ハリウッドブルーバード映画祭」（Hollywood Boulevard Film Festival）[11]で10月度ベストショートアニメーション賞に選ばれる。

「ロボットの逆襲（THE INTELLIGENCE!)」原作：星椎水精、制作：星椎プロダクションの3作目の短編アニメーション（2017年）
- 12月、アメリカ・で行われた「ハリウッド国際映画祭 2017」（2017 Hollywood International Moving Pictures Film Festival）のアニメーション部門において、12月度最優秀賞に選ばれる。
- 11月、アメリカ・で行われた「Festigious International Film Festival」において、11月のアニメーション部門佳作に入選する。
- 12月、アメリカで行われた「ベストショートコンペティション」において、最優秀アニメーションに選ばれる。
- 2018年4月、インドで行われた「8th Dada Saheb Phalke Film Festival 2018」において、最優秀アニメーションに選ばれる。
- 2018年4月、チリで行われた「South Cinematographic Academy Film & Arts」において、最優秀短編アニメーションに選ばれる。
- 2018年5月、ハワイで行われた「ホノルル映画祭（Honolulu Film Award2018)」アニメーションコンペティションにおいて、銀賞を獲得する。
- 2018年5月、アメリカで行われた「ヒューストン国際映画祭（WorldFest Houston International Film Festival）」のアニメーション部門において、金賞を獲得する。

## 写真家として
地元北九州を中心に活動中。代表作に「花ヒーリング写真」がある。2003年から東京・赤坂をはじめ、全国で「花ヒーリング写真展」を行う。地元北九州市においても、A1サイズの写真を約150点展示する写真展を北九州市立美術館で毎年開催している。2003年、「ヘリクリサム」が秋山正太郎「花」写真コンテストにおいてノミネートされる。2013年、「Nature’s Best Photography Japan 2012」において、「ハナキリン」が植物部門で入賞。これら花の写真は「花ヒーリング写真集」として発売され、現在4冊目まで発刊されている。ヘリクリサムは1冊目、ハナキリンは4冊目に収録され販売されている。

## その他の活動
日本は全ての都道府県を訪れており、国外は、フランス、ドイツ、オランダなどのヨーロッパ、アジア、南米など30か国以上の国々を旅している。2007年には地球温暖化とアメリカの南極天文台の調査のため、2週間かけて南極に訪れている。撮影した写真は、解説を付けて、毎年カレンダーとして発売している。
先祖霊を浄化し成仏させる浄霊を行っている。浄霊は、インターネットで申し込み、遠隔ですべて行う形式をとっている。
UFO研究家としてテレビやラジオ出演にて解説している。
海の調査をするため、PADIでダイバー免許を取得する。

## 作品

### 写真集
- 花ヒーリング写真集 1 2004年1月1日
- 花ヒーリング写真集 2 2008年6月1日
- 花ヒーリング写真集 3 2013年7月1日
- 花ヒーリング写真集 4 2014年7月1日

### 詩
- ある被爆者の証言（告白詩）
- 詩集　幸の華

### 絵本
- しろくま物語　（The Polar Bear Story）　　2008年8月1日
- ゾウくんとコオロギくん　2012年1月1日
- リスの話　　　2014年2月1日

### 旅行記
- ソウル・トリップ　　2008年11月1日

### 宗教
- ヒーリング～宇宙へ　（たま出版）　2001年3月1日
- ヒーリング釈迦　　2001年10月1日
- どうして成仏しないの？　　2013年3月1日
- 霊ゾーンの真実　　2004年9月1日
- SUPER浄霊１　2006年5月1日
- SUPER浄霊２　2007年3月1日
- SUPER浄霊３　2007年9月1日
- SUPER浄霊４　2008年6月1日
- SUPER浄霊５　2009年10月1日
- SUPER浄霊６　2012年1月1日
- SUPER浄霊７　2013年1月1日
- SUPER浄霊８　2014年1月1日
- Super浄霊　体験談１　2008年1月1日
- Super浄霊　体験談２　2009年3月1日
- Super浄霊　体験談３　2010年3月1日

### その他
- 地球崩壊前　　　　2002年7月1日
- 宇宙の謎　　　　　2002年10月1日
- 釈迦の生涯　　　2002年11月1日
- 病気＆どうぶつ30物語　　2003年1月1日
- 花ディヴァイン　　2003年11月1日

### 短編集
- 傑作 短編集　　2009年7月1日

### DVD
- 宇宙の謎　第一部　UFO　　2012年
- 宇宙の謎　UFO秋田編　　　2013年

### アニメーション
- しろくま物語　2013年
- ゾウくんとコオロギくん　2016年
- ロボットの逆襲　2017年